# Jiří Leňko
Jiří Leňko (* 29. April 1985 in Hrušovany nad Jevišovkou) ist ein ehemaliger tschechischer Fußballspieler.

## Karriere
Leňko begann seine Karriere in den Jugendmannschaften von FC Hrušovany nad Jevišovkou und FC Miroslav. Von 1999 bis 2004 spielte er bei den Rapid Amateuren, wo er 2004 sogar in den Kader der ersten Mannschaft befördert wurde. Leňko kam am 21. Mai 2005 im Spiel gegen SV Austria Salzburg zur Halbzeit für Florian Sturm ins Spiel. Ein weiteres Spiel folgte. Mit diesen beiden Einsätzen gehörte er zum Meisterkader 2004/05. Im darauffolgenden Jahr verließ er Wien und wechselte zum Kapfenberger SV.
Nach einem Jahr wechselte er zum 1. FC Brünn. Danach ging es zurück nach Österreich und Leňko spielte wiederum ein Jahr beim ASKÖ Pasching in der oberösterreichischen Landesliga. 2008/09 ging er nach Bulgarien und spielte ein Jahr bei Lokomotive Mesdra. Von 2009 bis 2011 kickte er für den SKN St. Pölten in der Ersten Liga, der zweithöchsten Liga Österreichs, ehe er im Sommer 2011 zum Ligakonkurrenten SV Grödig wechselte. Ab Sommer 2012 spielte er wieder in der Bundesliga für den SC Wiener Neustadt. In Wiener Neustadt verbrachte er eine Spielzeit. Nach einem halben Jahr ohne Klub wechselte er im Januar 2014 in die Ostliga zum SC Ritzing. Zur Saison 2015/16 schloss er sich dem Ligakonkurrenten First Vienna FC an. Die Vienna war 2017 dann insolvent und musste ab der Winterpause 2017/18 den Platz der vormaligen Reserve in der fünfthöchsten Spielklasse übernehmen. Innerhalb von vier Jahren gelang Lenko mit der Vienna der Durchmarsch von der 2. Landesliga bis in die 2. Liga. Nach der Rückkehr in den Profifußball beendete der Tscheche nach der Saison 2021/22 im Alter von 37 Jahren seine Karriere als Aktiver.

## Erfolge
- 1× Österreichischer Meister: 2005 (mit SK Rapid Wien)